# برنارد هاكيت
برنارد هاكيت (بالإنجليزية: Bernard Hackett) (7 سبتمبر 1933 في المملكة المتحدة - ) هو لاعب كرة قدم بريطاني في مركز الهجوم. لعب مع أستون فيلا ونادي تشستر سيتي وHalesowen Town F.C. ‏ ونادي ليمنجتون وCradley Town F.C. ‏.